# メトロ劇場
メトロ劇場（メトロげきじょう）は、福井県福井市順化にある映画館（ミニシアター）。飲食店やスナックなどが入居する商業ビル「メトロ会館」4階にある。

## 特徴

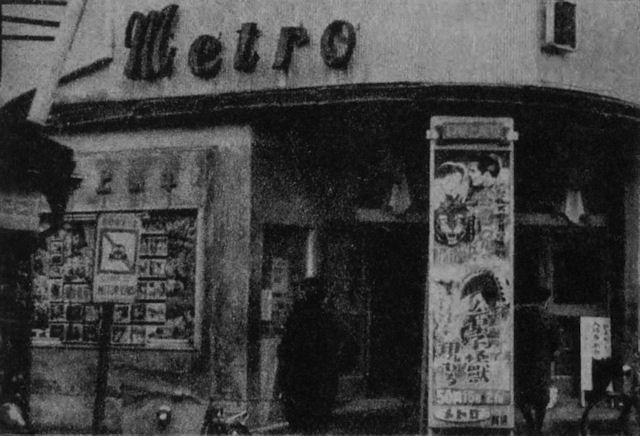
1955年頃のメトロ劇場

### 日本劇場(1950-1953)
福井市の繁華街である「片町」と呼ばれるエリアにある。1950年（昭和25年）2月1日、現在地に日本劇場が開館した。

### メトロ劇場(1953-)
1953年（昭和28年）4月1日に日本劇場を引き継いでメトロ劇場が開館した。当時は木造2階建てであり、座席数は500席を有していた。当時の福井市内には8館の映画館があり、メトロ劇場は洋画ロードショー館として開館したが、その後成人映画のロードショー館に移行した。
1971年（昭和46年）春、のちに3代目館主となる根岸義明がメトロ劇場の仕事を手伝うようになった。この時期に木造2階建ての建物を取り壊し、現在も使用されている鉄筋コンクリート造4階建てのビルが建てられた。1973年（昭和48年）頃にはロードショー公開を終えた作品を上映する名画座（二番館）に転向。
1997年（平成9年）8月に改装を行い、126席を117席に減らし、前方には2人掛けのソファ席を設置した。この改装時からはアート系作品を主とするミニシアターとなった。2000年（平成12年）にはチラシ以外の手段で上映作品を紹介するために公式ウェブサイトを開設した。2013年（平成25年）には開館60周年を迎えた。
2016年（平成28年）、根岸義明が死去し、根岸輝尚が4代目館主となった。根岸輝尚は東京でシステムエンジニアとして働きながら、東京と福井市を往復してメトロ劇場の経営を行っており、自身はメトロ劇場の経営で収入を得ていない。

## 特色
メトロ劇場は大手配給会社の直接的な影響を受けない独立系映画館である。メトロ劇場の南側すぐの場所には福井シネマもあったが、福井シネマは2018年（平成30年）に閉館した。

### 上映作品
1978年（昭和53年）からはATGなどアート系作品を中心に、観たい作品のアンケートを観客から募って上映している。3代目館主の根岸義明は神戸大学を卒業しており、兵庫県神戸市にあった名画座「ビッグ映劇」で行われていた取り組みを参考にしたのである。2000年（平成12年）時点では1か月間に長期上映作品2本と短期上映作品4本を上映していた。
現在の上映作品は来場者からのアンケートを基に選定している。上映作品はアート系作品・B級作品・名作映画まで幅広く、2012年（平成24年）-2013年（平成25年）頃にはアカデミー作品賞受賞作の『アーティスト』から社会派ドキュメンタリーの『死刑弁護人』まで多彩な作品を上映した。2011年（平成23年）3月11日の東日本大震災後には原子力発電所に関する作品を数多く上映している。毎年8月は「平和を考える月」としており、戦争や平和が主題の作品を多く上映している。2-3週間程度で上映作品を変えている。

### 観客
2019年（平成31年）1月時点では観客の高齢化が進み、中高生の観客はほとんどいないとされる。2019年1月時点では「勤労招待券サービス」を行っており、学生が1-2時間ほど館内の清掃などをすれば招待券をプレゼントしている。館内には「メトロシネマノート」が置かれており、来場者からの感想とリクエストが書かれている。

## 基礎情報
- 住所：福井県福井市順化一丁目2番14号 メトロ会館4階
- 座席数：116席
  - なお、メディアによって座席数の表記は、116席[1]、117席[3]と分かれている。
- アクセス：福井鉄道福武線福井城址大名町駅より徒歩2分